# كارلوس ويل ميخيا
كارلوس ويل ميخيا (بالإسبانية: Carlos Mejía)‏ (29 سبتمبر 1983 بأوموا في هندوراس - ) هو مدرب كرة قدم ولاعب كرة قدم هندوراسي في مركز الوسط. شارك مع منتخب هندوراس لكرة القدم. أما مع النوادي، فقد لعب مع نادي ماراثون ونادي ديبورتيفو أوليمبيا ونادي بلاتنسي.

## وصلات خارجية
- كارلوس ويل ميخيا على موقع الاتحاد الدولي (مؤرشف)  (الإنجليزية)
- كارلوس ويل ميخيا على موقع قاعدة بيانات كرة القدم.إي يو (الإنجليزية)
- كارلوس ويل ميخيا على موقع ناشيونال فوتبول تيمز (الإنجليزية)
- كارلوس ويل ميخيا على موقع Soccerway.com (الإنجليزية)